# DHB-Pokal der Frauen 1978
Die Spiele um den 1978 zum vierten Mal ausgespielten DHB-Pokal der Frauen umfassten erstmals mehrere Vorrunden. Teilnahmeberechtigt waren alle Vereine der 1. Bundesliga sowie die Gewinner der zuvor ausgespielten Pokalwettbewerbe in den Landes- und Regionalverbänden. Alle Hauptrunden fanden im Mai und Juni 1978 statt, da zuvor die Landes- und Regionalpokalrunden ausgespielt wurden. Das Teilnehmerfeld war bis zum Halbfinale in eine Nord- und eine Südhälfte aufgeteilt, wobei die Berliner Vereine dem Süden zugeteilt waren. Erst das Halbfinale wurde frei gelost, wobei sich auch hier je ein Nord- und ein Südduell ergaben. Einziger Oberligist im Feld war der TuS Preußen Vluyn, alle anderen Teilnehmer spielten in der Bundes- oder Regionalliga, die zu diesem Zeitpunkt die zweithöchste Spielklasse darstellte. Das Endspiel fand am 18. Juni 1978 im hessischen Vellmar statt. Der TuS Eintracht Minden verteidigte den Titel im Endspiel gegen den Regionalligisten TuS Metzingen und gewann damit das erste Double im deutschen Frauenhandball. Finalist TuS Metzingen vertrat als Regionalligist die Bundesrepublik in der Folgesaison im Europapokal der Pokalsieger, schied dort jedoch bereits in der 1. Runde gegen den niederländischen Vertreter Swift Roermond aus.

## Wettbewerb

### 1. Runde
| Datum    | Heimmannschaft              | Gastmannschaft                 | Resultat |
| -------- | --------------------------- | ------------------------------ | -------- |
| 06.05.78 | SC Greven 09                | SC Union 03 Hamburg            | 14:9     |
| 06.05.78 | SV Südwest Ludwigshafen     | PSV Grünweiß Frankfurt         | 5:20     |
| 06.05.78 | TH Eilbeck                  | TuS Eintracht Minden           | 19:23    |
| 06.05.78 | ASV Uentrop                 | SV Werder Bremen               | 11:6     |
| 06.05.78 | SC Germania List            | Holstein Kiel                  | 13:15    |
| 06.05.78 | Hamburger TS 1816           | SV Bayer 04 Leverkusen         | 15:22    |
| 06.05.78 | TV Deutsche Eiche Künsebeck | OSC Berlin                     | 12:17    |
| 06.05.78 | TuS Metzingen               | VfR Mannheim                   | 15:9     |
| 06.05.78 | VfL Waiblingen              | DJK Würzburg                   | 19:12    |
| 06.05.78 | DJK Marpingen               | FC Bayern München              | 8:11     |
| 06.05.78 | TSV Germania Malsch         | SG 09 Kirchhof                 | 14:9     |
| 06.05.78 | VfV Spandau                 | TSV GutsMuths Berlin           | 18:27    |
| 06.05.78 | VfB 1900 Gießen             | TSG Weinheim                   | 8:7      |
| 06.05.78 | SV St. Ingbert              | TSV Rot-Weiß Auerbach          | 7:8      |
| 06.05.78 | TuS Preußen Vluyn           | Pulheimer SC                   | 10:9     |
| -        | UTG Witten                  | n. b. (möglicherweise Freilos) |          |

### Achtelfinale
| Datum    | Heimmannschaft      | Gastmannschaft         | Resultat    |
| -------- | ------------------- | ---------------------- | ----------- |
| 20.05.78 | SG Greven 09        | TuS Eintracht Minden   | 18:20 n. V. |
| 20.05.78 | OSC Berlin          | SV Bayer 04 Leverkusen | 10:14       |
| 20.05.78 | ASV Uentrop         | Holstein Kiel          | 6:30        |
| 20.05.78 | TuS Preußen Vluyn   | UTG Witten             | 13:17       |
| 20.05.78 | TuS Metzingen       | PSV Grünweiß Frankfurt | 13:7        |
| 20.05.78 | VfL Waiblingen      | TSV GutsMuths Berlin   | 11:8        |
| 20.05.78 | VfB 1900 Gießen     | TSV Rot-Weiß Auerbach  | 13:14       |
| 20.05.78 | TSV Germania Malsch | FC Bayern München      | 14:8        |

### Viertelfinale
| Datum    | Heimmannschaft         | Gastmannschaft       | Resultat |
| -------- | ---------------------- | -------------------- | -------- |
| 27.05.78 | Holstein Kiel          | TuS Eintracht Minden | 15:20    |
| 27.05.78 | SV Bayer 04 Leverkusen | UTG Witten           | 23:9     |
| 27.05.78 | TSV Rot-Weiß Auerbach  | VfL Waiblingen       | 12:10    |
| 27.05.78 | TuS Metzingen          | TSV Germania Malsch  | 15:12    |

### Halbfinale
| Datum    | Heimmannschaft       | Gastmannschaft         | Resultat |
| -------- | -------------------- | ---------------------- | -------- |
| 04.06.78 | TuS Eintracht Minden | SV Bayer 04 Leverkusen | 19:15    |
| 04.06.78 | TuS Metzingen        | TSV Rot-Weiß Auerbach  | 15:10    |

### Finale
| Datum    | Heimmannschaft       | Gastmannschaft | Resultat      |
| -------- | -------------------- | -------------- | ------------- |
| 18.06.78 | TuS Eintracht Minden | TuS Metzingen  | 27:10 (16: 2) |